# グリムゼル湖
グリムゼル湖 (ドイツ語: Grimselsee) は、スイス、ベルン州のグリムゼル峠付近にある貯水池である。貯水量は、9500万m³であり、この地域内の貯水池（他にオーバーアール湖、レーテリッヒスボーデン湖、ゲルマー湖がある）では最大の規模。ダムは1932年に完成し、Kraftwerke Oberhasli AG (KWO) が運営する。自治体はグッタネンに属する。